# Labastide-d'Anjou
Labastide-d'Anjou är en kommun i departementet Aude i regionen Occitanien  i södra Frankrike. Kommunen ligger  i kantonen Castelnaudary-Sud som ligger i arrondissementet Carcassonne. År 2022 hade Labastide-d'Anjou 1 261 invånare.

## Befolkningsutveckling
Antalet invånare i kommunen Labastide-d'Anjou
Referens: INSEE